# Postharvest Biology and Technology
Postharvest Biology and Technology is een internationaal, aan collegiale toetsing onderworpen wetenschappelijk tijdschrift op het gebied van de
landbouwkunde en de
levensmiddelentechnologie.
De naam wordt in literatuurverwijzingen meestal afgekort tot Postharvest Biol. Technol..
Het wordt uitgegeven door Elsevier en verschijnt 4 keer per jaar.